# Bendisodes siaha
Bendisodes siaha är en fjärilsart som beskrevs av William Schaus 1911. Bendisodes siaha ingår i släktet Bendisodes och familjen nattflyn. Inga underarter finns listade i Catalogue of Life.